# Казанская церковь (Павловск)
Церковь Казанской иконы Божией Матери — приходской храм Павловского благочиния Россошанской епархии Русской православной церкви в городе Павловске Воронежской области. Главный престол храма освящён в честь Казанской иконы Божией Матери.

## История

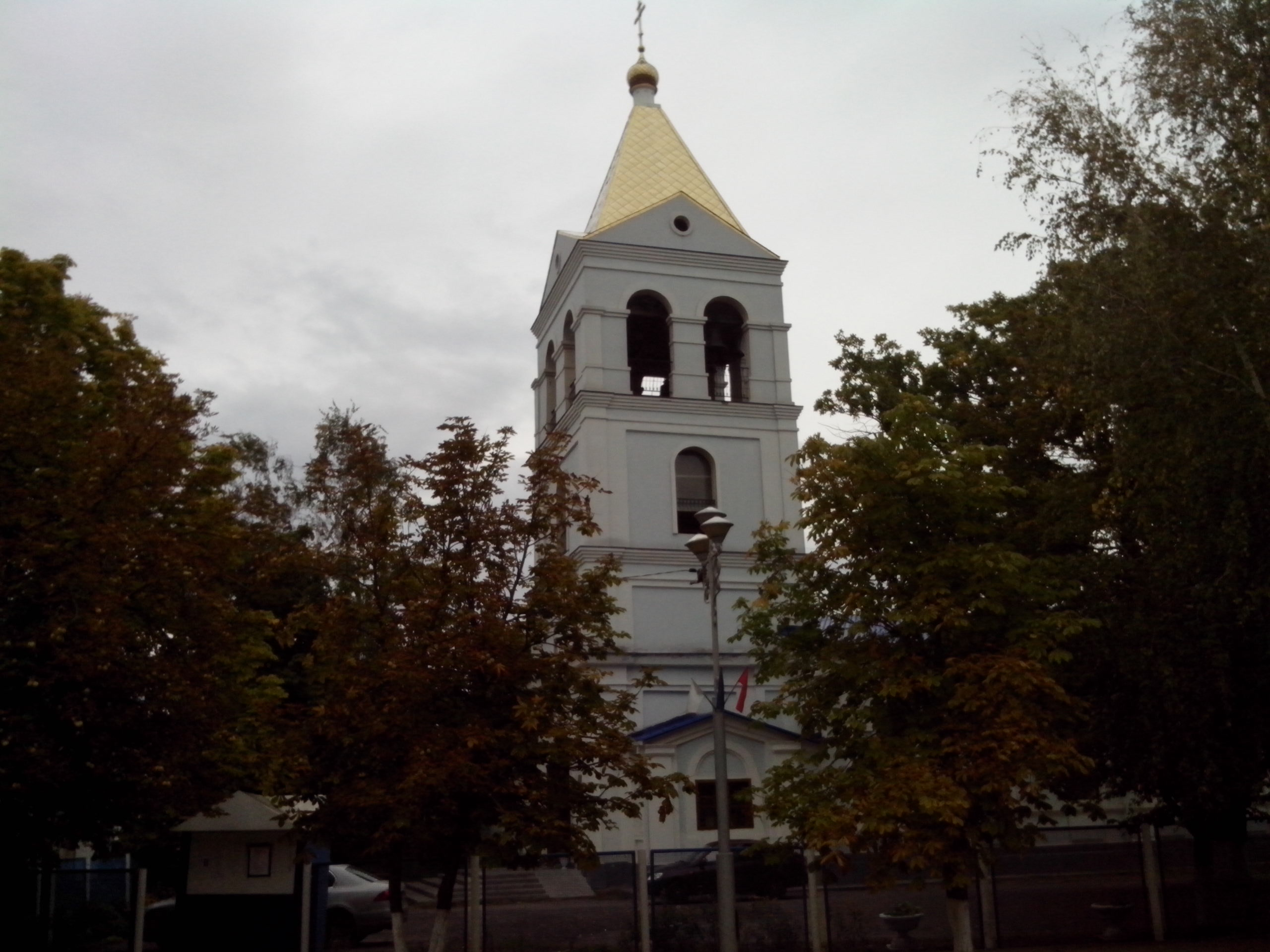
Колокольня Казанской церкви

Первоначальная деревянная церковь была построена казанскими купцами в 1711 году и в 1766 году сгорела. Новая каменная церковь в стиле барокко была построена рядом со сгоревшей. 6 июля 1770 года был освящён придел во имя святого Николая Чудотворца, а полностью храм был освящён 7 июля 1776 года.
Перестраивался в 1840—1850 годах. В результате нетронутой осталась только колокольня, а объёмная композиция, членения и декор других частей храма характерны для русско-византийского стиля середины XIX века. В 1901 году последовала очередная реконструкция.
В советское время был закрыт. В 2003 году храм был возвращён верующим.

## Духовенство
- Настоятель храма - Иерей Максим Богомолов[1]

## Престольные праздники
- Казанской иконы Божией Матери - Июль 21 [по н.с.] (Явление иконы Пресвятой Богородицы во граде Казани), Ноябрь 4 [по н.с.] (избавление Москвы и всей России от нашествия поляков в 1612 году)[1]